# São Pedro (Rio Grande do Norte)

Lage von São Pedro im Bundesstaat Rio Grande do Norte im Nordosten Brasiliens

São Pedro ist eine Stadt im Bundesstaat Rio Grande do Norte und liegt in der Nordostregion Brasiliens.
Die Stadt wurde gegründet am 12. September 1930.
Laut der Volkszählung des IBGE (Brasilianisches Institut für Geographie und Statistik) im Jahr 2010 hatte die Stadt 6235 Einwohner und die Fläche betrug 195 km².
São Pedro grenzt an die Gemeinden São Paulo do Potengi, Bom Jesus und Ielmo Marinho.